# Баттотай

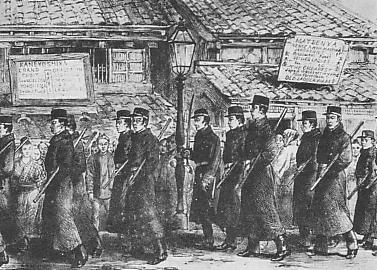
Баттотай

Баттотай (яп. 抜刀隊 Батто:тай, «Отряд с обнажёнными мечами») — специальный отряд полиции, сформированный в Японии правительством Мэйдзи в 1877 году во время сацумского восстания Сайго Такамори. Отряд был вооружён японскими мечами. Члены Баттотая одержали победу над повстанцами в ходе битвы за гору Табарудзака. Их успех в бою на мечах привёл к возрождению интереса к искусству кэндзюцу (владения катаной), заброшенному после реставрации Мэйдзи, и, как следствие, к формированию современной дисциплины кэндо.

## История
В ходе многодневной осады правительственными войсками горы Табарудзака, где укрепились повстанцы Сайго Такамори, выяснилось, что войска терпят большой урон от атак мятежников в ближнем бою. Это было связано с тем, что большую часть правительственных сил составлял набранный по призыву «простой люд», крестьяне и горожане, никогда не учившиеся сражаться мечом. В бою на мечах с самураями Сайго они неизменно погибали. Чтобы изменить ситуацию, полицейское командование, среди которого было много лиц самурайского происхождения, обратились к армейскому командующему Ямагате Аритомо с предложением набрать отдельный отряд из способных фехтовальщиков. Ямагата дал разрешение, и таковой отряд из сотни людей был набран.
14 марта 1877 года Баттотай по приказу командования атаковал гору Табарудзака. После двух дней сражения с сацумскими повстанцами отряд понёс тяжёлые потери: 25 убитых и 54 раненых. Несмотря на то, что меч в конце 19-го века считался давно устаревшим оружием, Баттотай возродил среди японцев интерес к кэндзюцу, от которого отказались было после поражения сёгуната. Наибольшим сторонником возрождения кэндзюцу оказался «отец японской полиции» Кавадзи Тосиёси. Он опубликовал работу «К вопросу о восстановлении фехтования» (яп. 撃剣再興論 Гэкикэн сайко: рон), и в 1879 году полицейское управление начало нанимать инструкторов для обучения своих сотрудников фехтованию.

## Песни
В 1885 году была написана песня «Баттотай», прославляющая членов отряда. Автором слов был педагог, литературовед и социолог Тояма Масакадзу, музыку сочинил приглашённый из Франции композитор Шарль Леру. Песня оказалась очень популярной и, подобно маршу «Мия-сан, Мия-сан», породила множество переделок и подражаний. В 1886 году Шарль Леру создал «Армейский марш» (яп. 陸軍分列行進曲 Рикугун бунрэцу ко:синкёку) путём аранжировки мелодий «Баттотая» и написанной им ранее «Песни о Стране Шелковичных Деревьев» (яп. 扶桑歌 Фусо:ка). «Армейский марш» был принят японской императорской армией в качестве официального гимна. На сегодняшний день его используют в качестве гимна японские сухопутные силы самообороны и полиция.